# Paul Chassary
Paul Chassary (* 29. Dezember 1859 in Grabels; † 6. März 1930 in Clapiers) war ein französischer Dichter okzitanischer Sprache.

## Leben und Werk
Paul Chassary absolvierte die Pädagogische Hochschule Montpellier und war von 1880 bis zur Pensionierung 1824 dort Mathematikprofessor. Er schloss sich dem Félibrige an. Seine Dichtung teils in provenzalischer teils in languedokischer Sprache (beide zugehörig zum Okzitanischen) sowie seine Forschungen zur okzitanischen Volksliteratur brachten ihm 1925 den Sitz Nr. 14 in der 1706 gegründeten Académie des sciences et lettres de Montpellier ein. Er starb 1930 im Alter von 70 Jahren. Lafont/Anatole 1970 nennen sein Werk "discrète et distinguée".
In Grabels ist ein Platz nach ihm benannt.

## Werke (Auswahl)
- En Vacanças. Montpellier 1887.
- En Terre gauloise = En Terra galesa. Contes populaires languedociens. Montpellier 1895. (unter dem Pseudonym Lou Maseliè/Le Maselier)
- Lou Vi dau mistéri. Le Vin du mystère. Montpellier 1898.
- Littérature populaire du Bas-Languedoc dans la région de Montpellier. In: Association des amis de l'université de Montpellier. Statuts, liste des membres, assemblées générales de 1911, 1912 et 1913. Conférences de 1913. Montpellier 1914, S. 83–128, 181–214.
- Pradet de Ganges. Éditions IEO, Pessac 1986.